# Ā̤
Cette page contient des caractères spéciaux ou non latins. S’ils s’affichent mal (▯, ?, etc.), consultez la page d’aide Unicode.
Ā̤ (minuscule : ā̤), appelé A tréma souscrit macron, est un graphème et une lettre additionnelle de l’alphabet latin utilisée dans l’écriture du mindong et du puxian. Elle est composée d’un A, d’un tréma souscrit et d’un macron.

## Représentations informatiques
Le A tréma souscrit macron peut être représenté avec les caractères Unicode suivants : 
- composé et normalisé NFC (latin étendu A, diacritiques)[1],[2] :

| formes    | représentations | chaînes de caractères | points de code | descriptions                                                |
| --------- | --------------- | --------------------- | -------------- | ----------------------------------------------------------- |
| capitale  | Ā̤               | Ā◌̤                    | U+0100 U+0324  | lettre majuscule latine a macron diacritique tréma souscrit |
| minuscule | ā̤               | ā◌̤                    | U+0101 U+0324  | lettre minuscule latine a macron diacritique tréma souscrit |

- décomposé et normalisé NFD (latin de base, diacritiques) :

| formes    | représentations | chaînes de caractères | points de code       | descriptions                                                     |
| --------- | --------------- | --------------------- | -------------------- | ---------------------------------------------------------------- |
| capitale  | Ā̤               | A◌̤◌̄                   | U+0041 U+0324 U+0304 | lettre majuscule a diacritique tréma souscrit diacritique macron |
| minuscule | ā̤               | a◌̤◌̄                   | U+0061 U+0324 0304   | lettre minuscule a diacritique tréma souscrit diacritique macron |